# Linka 7 (metro v Madridu)
Linka 7 madridského metra spojuje severozápadní část Madridu s jeho východní částí a východní aglomerací a vede ze stanice Pitis na severu do stanice Hospital del Henares ve městě Coslada na východě. Na lince se nachází 30 stanic a délka linky činí 32,9 km. Tratě jsou vybudovány jako širokoprofilové, nástupiště mají délku 115 m na úseku Pitis – Estadio Metropolitano a 90 m na úseku Barrio del Puerto – Hospital del Henares. První úsek linky byl otevřen v roce 1974, k poslednímu rozšíření došlo v roce 2007.
Linka je rozdělená na dva provozní úseky – Pitis – Estadio Metropolitano, který patří do tarifního pásma A a úsek Estadio Metropolitano – Hospital del Henares, který se nachází mimo Madrid v pásmu B1 a tvoří takzvané MetroEste („východní metro“). Na severním konci linky se jako předposlední dlouho nacházela nedokončená stanice Arroyofresno, která byla otevřena na jaře 2019, 20 let po svém dokončení.

## Poloha

Plán stanic linky

Linka pochází následujícími městskými obvody Madridu v severozápadně-východním směru:
- Fuencarral – El Pardo
- Moncloa – Aravaca
- Tetuán
- Chamartín
- Salamanca
- Ciudad Lineal
- San Blas – Canillejas

Kromě toho vede městy Coslada a San Fernando de Henares, které leží v Madridském společenství na východ od Madridu.

## Historie
První úsek linky mezi stanicemi Pueblo Nuevo a Las Musas byl otevřen večer dne 17. července tehdejším princem (pozdějším králem) Juanem Carlosem společně s dalšími šesti ministry. Současně bylo otevřeno depo Canillejas a přiléhající opravárenské dílny. Na ulici Alcalá poblíž stanice Pueblo Nuevo se konal slavnostní ceremoniál, prince uvítal ministr obrany generálporučík Coloma Gallegos a při této příležitosti byla uspořádána vojenská přehlídka. Princ Juan Carlos následně projel linkou přes konečnou stanici Las Musas až do depa Canillejas, kde mu byly představeny novinky na nové lince metra. Jelikož se opozdila dodávka souprav řady 5000, na lince musely být zpočátku provozovány starší vozy řady 1000.
17. května 1975 bylo do provozu uvedeno rozšíření ze stanice Pueblo Nuevo do stanice Avenida de América, kde se linka křížila s linkou 4. (Dodatečně ve stanici vznikl přestup na linky 6 a 9.) Během následujících více než dvaceti let měla linka charakter radiály bez trasy, která by vedla středem města. To z ní, spolu s dlouhým přestupem na stanici Avenida de América, činilo jednu z nejméně používaných linek v síti. Tento stav se změnil až v roce 1996, kdy se začalo s výstavbou navazujících úseků procházejících čtvrtí Chamberí a dále pokračujících na severozápadní okraj města. Úseky byly otevírány postupně: nejprve v březnu 1998 úsek ze stanice Avenida de América do stanice Gregorio Marañón, následně v říjnu 1998 byla linka prodloužena do stanice Canal, v únoru 1999 do stanice Valdezarza a konečně v březnu 1999 do stanice Pitis.
Díky tomuto prodloužení vznikly nové přestupy (ve stanici Gregorio Marañón přestup s linkou 10, ve stanici Canal s linkou 2 a ve stanici Guzmán el Bueno znovu s linkou 6). Na druhou stranu, nevzniklo žádné přestupní spojení s linkou 1, protože by bylo třeba postavit delší propojovací chodby, avšak toto spojení další stanice mají (např. Diego de León či spojení stanic Acacias a Embajadores).
Součástí prvního rozšíření (do stanice Gregorio Marañón) byla i výstavba propojovacího tunelu s linkou 8 do stanice Nuevos Ministerios. Spojka odbočuje mezi stanicemi Avenida de América a Gregorio Marañón v tzv. telescopiu.
Posledním rozšířením byl úsek ze stanice Las Musas do stanice Hospital del Henares, který byl otevřen 5. května 2007.
Dlouho bylo plánováno otevření 20 let rozestavěné stanice Arroyofresno, její stav byl zanedbaný v důsledku častého vandalismu a čekalo se na dokončení okolní bytové zástavby. Nakonec byla po rekonstrukci otevřena v březnu 2019. Byl tak splněn slib, že stanice bude otevřena do konce volebního období 2015–2019.

Časová osa průběhu oprav MetroEste

Dlouhodobě je neuspokojivý stav úseku MetroEste v Cosladě a San Fernandu de Henares, kde kvůli velkým průsakům vody z řeky Jarama došlo během 17 let od uvedení úseku do provozu celkem k 9 dlouhodobým výlukám. Poslední z nich trvá nepřetržitě od léta 2022. Budoucnost celého úseku je nejistá. Problémy s tunelem metra ovlivnila i zástavbu na povrchu, kde musely být vystěhovány obytné domy a jeden byl dokonce zdemolován.

## Provoz

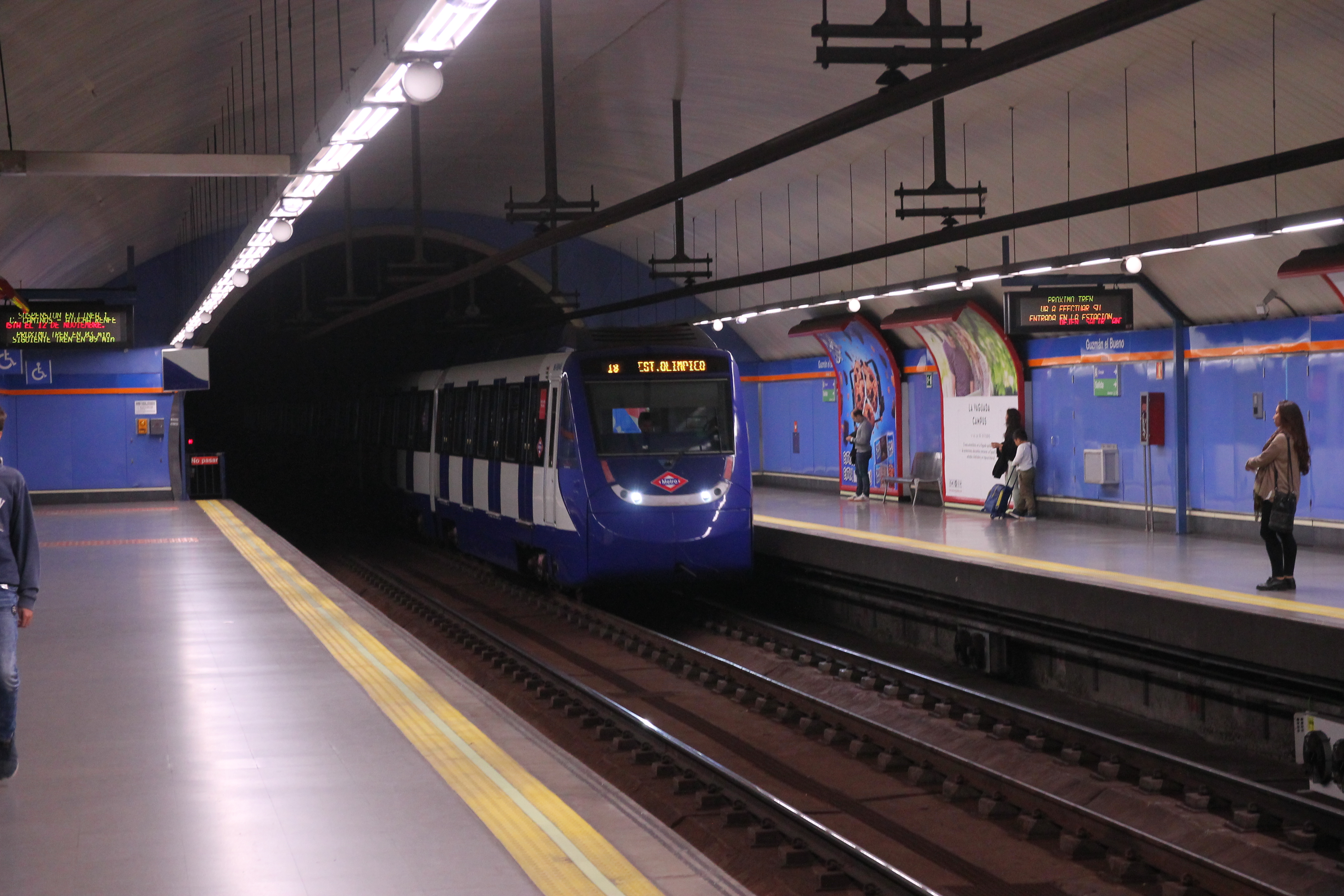
Souprava řady 9000 ve stanici Guzmán el Bueno

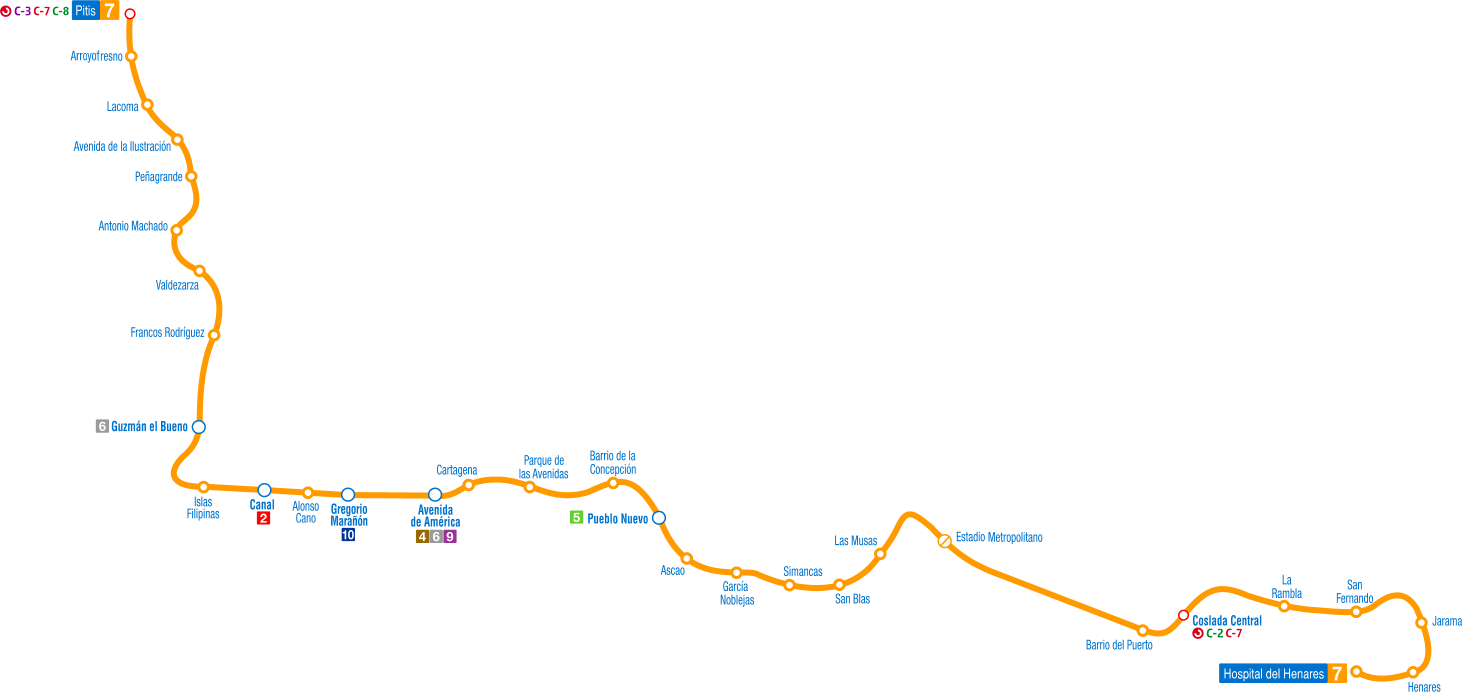
Plán linky

Linka se kříží s linkami metra 2, 4, 5, 6, 9 a 10. Ačkoliv protíná trasu linky 1, nemá s ní žádnou přestupní stanici. (Nejkratší vzdálenost je mezi stanicemi Alonso Cano a Iglesia.) Linka 7 má dva přestupy na příměstskou železnici Cercanías – ve stanicích Pitis a Coslada Central.
Linka v síti metra patří k těm s širokým průjezdním profilem. Rozchod koleje je stejný jako v celé síti – netypických 1445 mm. Odběr proudu je realizován trolejovým vedením, pevným v celé délce linky, napětí v soustavě je 1500 V ss. Na lince jsou v současnosti provozovány soupravy řady 9000 od italského výrobce Ansaldo Breda.
Jak již bylo zmíněno, linka je provozována na dvou nezávislých úsecích – městském a příměstském. Ve stanici Estadio Metropolitano se nachází střední nástupiště, přes které je možné přestoupit na další vlak. Zatímco směrem z centra není třeba označovat jízdní doklad (to je třeba až na výstupu z příslušné stanice), směrem do centra je vždy nutné prokázat se u turniketů platným jízdním dokladem. Po desáté hodině večer (22.00) vlaky nezajíždějí do stanice Pitis, která se nachází v řídce obydlené oblasti, a končí ve stanici Lacoma.
Linka je pokrytá mobilním telefonním signálem v úsecích Guzmán el Bueno – Islas Filipinas a Alonso Cano – Avenida de América.

### Seznam stanic
Linka v současnosti prochází 30 funkčními a jednou nedokončenou stanicí. Průměrná vzdálenost mezi stanicemi je 1030 m.
- Pitis
- Arroyofresno – vybudována v roce 1999 a otevřena až v roce 2019
- Lacoma
- Avenida de la Ilustración
- Peñagrande
- Antonio Machado
- Valdezarza
- Francos Rodríguez
- Guzmán el Bueno
- Islas Filipinas
- Canal
- Alonso Cano
- Gregorio Marañón
- Avenida de América
- Cartagena
- Parque de las Avenidas
- Barrio de la Concepción
- Pueblo Nuevo
- Ascao
- García Noblejas
- Simancas
- San Blas
- Las Musas
- Estadio Metropolitano
- Barrio del Puerto
- Coslada Central
- La Rambla
- San Fernando
- Jarama
- Henares
- Hospital del Henares

## Budoucnost
Pravděpodobné je ještě prodloužení východního konce linky západním směrem zpátky do města a ukončení společnou stanicí El Cañaveral s linkou 2. Je také plánováno prodloužit obratové koleje za stanicí Pitis na severním konci linky do plánovaného depa Montecarmelo. Nejasné ale už je rozšíření samotné linky pro provoz s cestujícím, neboť tato oblast je neobydlená a záleželo by na tom, jestli se tam budou stavět nové obytné čtvrti.
Více hypotetické je případné rozšíření na východ směrem do měst Torrejón de Ardoz a Alcalá de Henares (tato oblast je již obsluhována příměstskou železnicí a navíc zde již není tak hustá zástavba.)
Velice spekulativní je možnost prohození polovin linek 3 a 7 ve stanici stanici Islas Filipinas (nebo nové stanici Cristo Rey) – linka 3 by tedy končila ve stanice Pitis a linka 7 by pokračovala dále na západ. Zde by se počítalo s přestupní stanicí Ciudad Universitaria a dopravní obsluhou madridského kampusu. Další rozšíření by však nebylo možné kvůli neexistující zástavbě dále na západ. Tento návrh by však přinesl úskalí nutnosti provozovat úsek Islas Filipinas – Pitis s úzkoprofilovými soupravami (kvůli zbytku linky 3).